# 佐世保市立早岐中学校
佐世保市立早岐中学校（させぼしりつ はいきちゅうがっこう）は、長崎県佐世保市陣の内町にある公立の中学校。

## 概要
歴史
学制改革の行われた1947年（昭和22年）に新制中学校として開校。2017年（平成29年）に創立70周年を迎える。
校区
住所表記で佐世保市の後に「平松町、上原町、陣の内町、勝海町、若竹台町、田の浦町、早苗町、早岐一～三丁目、有福町（一部）、花高一～四丁目、権常寺町、権常寺一丁目、桑木場町（一部）」が続く地域。小学校区は佐世保市立早岐小学校、佐世保市立花高小学校。
校訓
「友愛・創造・健康」
校章
中央に「中」の文字を置いている。
校歌
作詞は風木雲太郎、作曲は下総皖一による。歌詞は3番まであり、各番に校名の「早岐中学校」が登場する。

## 沿革
- 1947年（昭和22年）
  - 4月1日 - 学制改革（六・三制の実施）が行われる。
    - 早岐国民学校の初等科が改組され、佐世保市立早岐小学校となる。
    - 早岐国民学校の高等科が青年学校の普通科と統合の上、新制中学校「佐世保市立早岐中学校」（現校名）が発足。当初小学校に併設される。

  - 7月 - 育友会が発足。
- 1949年（昭和24年）5月11日 - この日を開校記念日と制定。
- 1950年（昭和25年）6月 - 校旗を制定。
- 1951年（昭和26年）8月 - 同窓会が発足。
- 1961年（昭和36年）3月 - 体育館が完成。
- 1965年（昭和40年）4月 - プールが完成。
- 1968年（昭和43年）3月 - 鉄筋コンクリート造の新校舎が完成。
- 1991年（平成3年）4月1日 - 佐世保市立広田中学校を分離。
- 1992年（平成4年）4月 - パソコン室を設置。
- 1993年（平成5年）3月 - クラブハウス（部室棟）が完成。
- 1996年（平成8年）3月 - 新体育館が完成。
- 2002年（平成14年）4月 - 校区の改定により、権常寺町と権常寺一丁目が広田中学校から早岐中学校の校区へ変更となる。
- 2003年（平成15年）3月 - 新プールが完成。
- 2004年（平成16年）4月 - 2学期制を導入。
- 2013年（平成25年）9月 - 完全給食を開始。

## 交通アクセス
最寄りの鉄道駅
- JR九州 大村線・佐世保線 「早岐駅」

最寄りのバス停
- 西肥バス「早岐中学校前」バス停

最寄りの幹線道路
- 国道35号
- 国道202号
- 長崎県道222号平瀬佐世保線

## 周辺
- 佐世保市立早岐小学校
- 早岐幼稚園
- 早岐神社速来宮
- 浄漸寺別院奥の院
- カトリック早岐教会